# Улица Кибальчича (Санкт-Петербург)
Улица Киба́льчича — улица в Невском районе Санкт-Петербурга. Проходит от бульвара Красных Зорь до Белевского проспекта параллельно ему.

## История
Наименование улица Кибальчича дано 16 января 1964 года в честь Н. И. Кибальчича, русского изобретателя, участника революционного движения России, члена террористической организации «Народная воля», казнённого за участие в покушении на императора Александра II.

## Пересечения
- Белевский переулок
- улица Шелгунова

## Транспорт
Ближайшие станции метро — «Ломоносовская» и «Пролетарская».